# Клобучак
Клобучак (хорв. Klobučak) — населений пункт у Хорватії, у Сисацько-Мославинській жупанії у складі міста Сисак.

## Населення
Населення за даними перепису 2011 року становило 69 осіб.
Динаміка чисельності населення поселення:

## Клімат
Середня річна температура становить 10,98 °C, середня максимальна – 25,16 °C, а середня мінімальна – -5,65 °C. Середня річна кількість опадів – 956 мм.
| Клімат поселення                              | Клімат поселення | Клімат поселення | Клімат поселення | Клімат поселення | Клімат поселення | Клімат поселення | Клімат поселення | Клімат поселення | Клімат поселення | Клімат поселення | Клімат поселення | Клімат поселення | Клімат поселення |
| Показник                                      | Січ.             | Лют.             | Бер.             | Квіт.            | Трав.            | Черв.            | Лип.             | Серп.            | Вер.             | Жовт.            | Лист.            | Груд.            |                  |
| Середній максимум, °C                         | 6,94             | 8,75             | 13,11            | 17,48            | 22,00            | 25,16            | 24,01            | 23,36            | 19,76            | 14,84            | 9,66             | 5,16             |                  |
| Середня температура, °C                       | 0,65             | 2,45             | 6,81             | 11,19            | 15,72            | 18,87            | 20,56            | 19,91            | 16,31            | 11,38            | 6,19             | 1,69             |                  |
| Середній мінімум, °C                          | −5,65            | −3,84            | 0,52             | 4,90             | 9,42             | 12,58            | 17,10            | 16,45            | 12,85            | 7,93             | 2,74             | −1,75            |                  |
| Норма опадів, мм                              | 59               | 57               | 66               | 78               | 83               | 94               | 85               | 88               | 87               | 89               | 95               | 75               |                  |
| Середньомісячна швидкість вітру, м/с          | 1.74             | 1.90             | 2.30             | 2.20             | 2.00             | 1.89             | 1.80             | 1.70             | 1.70             | 1.72             | 1.80             | 1.80             |                  |
| Середньомісячна сонячна радіація, кДж/м²·день | 4282             | 7052             | 10728            | 15231            | 19455            | 21540            | 22717            | 19658            | 14510            | 9051             | 4777             | 3505             |                  |
| --------------------------------------------- | ---------------- | ---------------- | ---------------- | ---------------- | ---------------- | ---------------- | ---------------- | ---------------- | ---------------- | ---------------- | ---------------- | ---------------- | ---------------- |
| Джерело:                                      |                  |                  |                  |                  |                  |                  |                  |                  |                  |                  |                  |                  |                  |